# Зубенко, Иван Ананьевич
Иван Ананьевич Зубенко — советский хозяйственный и политический деятель.

## Биография
Родился в 1929 году на хуторе Краснокомиссаровка. Член КПСС.
Окончил Кубанский сельскохозяйственный институт по специальности агроном.
В 1958—1961 гг. — агроном в колхозе имени Кирова станицы Пластуновской Динского района Краснодарского края.
В 1961—1965 гг. — второй, первый секретарь Кореновского райкома КПСС.
В 1965—1977 гг. — первый секретарь Динского райкома КПСС
Делегат XXIV съезда КПСС.
Почетный гражданин Динского района (14.10.1999).
Умер в 2011 году.

## Награды
- Орден Трудового Красного Знамени
- Орден Знак Почёта (дважды)